# Elephantomyia pictiventris
Elephantomyia pictiventris är en tvåvingeart som beskrevs av Alexander 1946. Elephantomyia pictiventris ingår i släktet Elephantomyia och familjen småharkrankar. Inga underarter finns listade i Catalogue of Life.